# Oligomyrmex taprobanae
Oligomyrmex taprobanae är en myrart som beskrevs av Auguste-Henri Forel 1911. Oligomyrmex taprobanae ingår i släktet Oligomyrmex och familjen myror. Inga underarter finns listade i Catalogue of Life.